# Gilles Panizzi
Gilles Panizzi (Roquebrune-Cap-Martin, 19 settembre 1965) è un pilota di rally francese.

## La sua vita nei rally
Gilles viene considerato come uno dei più veloci rallysti sull'asfalto dove, a bordo della Peugeot 306 Maxi prima e in seguito con la Peugeot 206 WRC, ottiene diversi successi nel corso degli anni nei rally di San Remo, Catalunya e Tour de Corse.
Tanto veloce su asfalto quanto in difficoltà su terra, Panizzi non hai mai avuto la possibilità di disputare una vera stagione da pilota "ufficiale", non riuscendo mai a mettersi in gioco per la vittoria del massimo campionato.
Gli anni migliori della sua carriera sono quelli a cavallo tra il 2000 e il 2003, nei quali Gilles viene schierato dalla squadra Peugeot come pilota ufficiale in tutti i rally su asfalto, correndo sporadicamente anche su terra sia da "ufficiale", sia da "privato", con i team HF Grifone e Bozian.

## Carriera
- 1990 Debutto nel Mondiale Rally su Lancia Delta Integrale N4 al Rally di Montecarlo.
- 1996 Campione francese rally su Peugeot 306 Maxi.
- 1997 Campione francese rally su Peugeot 306 Maxi.
- 1998 Corre con la Peugeot 306 Maxi nel Mondiale.
- 1999-2003 Corre con la Peugeot 206 WRC nel Mondiale, sia per la squadra ufficiale, sia con squadre private.
- 2004-2005 Corre con la Mitsubishi Lancer nel Mondiale, nel doppio ruolo di pilota-tester.
- 2006 Corre qualche gara con una Škoda Fabia WRC poco competitiva del team Red Bull, che abbandona durante la stagione.
- 2007 Ricopre il ruolo di collaudatore per lo sviluppo della nuova arma francese per i rally, la Peugeot 207 S2000, partecipando anche al rally di Sanremo.

## Le sue vittorie Mondiali

### Anno 2000
- V-Rally Tour de Corse - Rallye de France (Peugeot 206 WRC Esso Sport)
- Rallye Sanremo - Rallye d'Italia (Peugeot 206 WRC Esso Sport)

### Anno 2001
- Rallye Sanremo - Rallye d'Italia (Peugeot 206 WRC Total)

### Anno 2002
- Rallye de France - Tour de Corse (Peugeot 206 WRC Total)
- Rallye Catalunya-Costa Brava (Rallye de España)(Peugeot 206 WRC Total)
- Rallye Sanremo - Rallye d'Italia (Peugeot 206 WRC Total)

### Anno 2003
- Rallye Catalunya-Costa Brava (Rallye de España) (Peugeot 206 WRC Marlboro Total)

## Risultati nel mondiale rally

### WRC
| 1990 | Scuderia | Vettura                |    |  |  |  |  |  |  |  |  |  |  |  |  |  |  |  | Punti | Pos. |
| ---- | -------- | ---------------------- | -- |  |  |  |  |  |  |  |  |  |  |  |  |  |  |  | ----- | ---- |
| 1990 |          | Lancia Delta Integrale | 16 |  |  |  |  |  |  |  |  |  |  |  |  |  |  |  | 0     |      |

| 1993 | Scuderia      | Vettura         |  |  |  |  |     |  |  |  |  |  |  |  |  |  |  |  | Punti | Pos. |
| ---- | ------------- | --------------- |  |  |  |  | --- |  |  |  |  |  |  |  |  |  |  |  | ----- | ---- |
| 1993 | Peugeot Sport | Peugeot 106 XSi |  |  |  |  | Rit |  |  |  |  |  |  |  |  |  |  |  | 0     |      |

| 1995 | Scuderia      | Vettura         |  |  |  |    |  |  |  |  |  |  |  |  |  |  |  |  | Punti | Pos. |
| ---- | ------------- | --------------- |  |  |  | -- |  |  |  |  |  |  |  |  |  |  |  |  | ----- | ---- |
| 1995 | Peugeot Sport | Peugeot 306 S16 |  |  |  | 12 |  |  |  |  |  |  |  |  |  |  |  |  | 0     |      |

| 1997 | Scuderia      | Vettura          |  |  |  |  |   |   |  |  |  |  |  |  |  |  |  |  | Punti | Pos. |
| ---- | ------------- | ---------------- |  |  |  |  | - | - |  |  |  |  |  |  |  |  |  |  | ----- | ---- |
| 1997 | Peugeot Sport | Peugeot 306 Maxi |  |  |  |  | 3 | 3 |  |  |  |  |  |  |  |  |  |  | 8     | 10º  |

| 1998 | Scuderia      | Vettura                                                |   |  |  |  |   |   |  |  |  |    |   |  |     |  |  |  | Punti | Pos. |
| ---- | ------------- | ------------------------------------------------------ | - |  |  |  | - | - |  |  |  | -- | - |  | --- |  |  |  | ----- | ---- |
| 1998 | Peugeot Sport | Peugeot 306 Maxi, Peugeot 106 S16 e Subaru Impreza WRX | 9 |  |  |  | 6 | 4 |  |  |  | 35 | 5 |  | Rit |  |  |  | 6     | 12º  |

| 1999 | Scuderia     | Vettura                                     |     |  |  |  |  |     |  |  |  |    |  |   |  |   |  |  | Punti | Pos. |
| ---- | ------------ | ------------------------------------------- | --- |  |  |  |  | --- |  |  |  | -- |  | - |  | - |  |  | ----- | ---- |
| 1999 | Peugeot Esso | Subaru Impreza S5 WRC '98 e Peugeot 206 WRC | Rit |  |  |  |  | Rit |  |  |  | 33 |  | 2 |  | 7 |  |  | 6     | 10º  |

| 2000 | Scuderia     | Vettura         |     |  |     |  |   |  |  |  |  |  |   |   |     |   |  |  | Punti | Pos. |
| ---- | ------------ | --------------- | --- |  | --- |  | - |  |  |  |  |  | - | - | --- | - |  |  | ----- | ---- |
| 2000 | Peugeot Esso | Peugeot 206 WRC | Rit |  | Rit |  | 6 |  |  |  |  |  | 1 | 1 | Rit | 8 |  |  | 21    | 7º   |

| 2001 | Scuderia                         | Vettura         |     |  |    |   |  |     |    |  |    |  |   |   |   |     |  |  | Punti | Pos. |
| ---- | -------------------------------- | --------------- | --- |  | -- | - |  | --- | -- |  | -- |  | - | - | - | --- |  |  | ----- | ---- |
| 2001 | Peugeot Total e H.F. Grifone SRL | Peugeot 206 WRC | Rit |  | 12 | 2 |  | Rit | SQ |  | 14 |  | 1 | 2 | 9 | Rit |  |  | 22    | 8º   |

| 2002 | Scuderia                      | Vettura         |   |    |   |   |    |     |     |   |  |  |   |   |  |    |  |  | Punti | Pos. |
| ---- | ----------------------------- | --------------- | - | -- | - | - | -- | --- | --- | - |  |  | - | - |  | -- |  |  | ----- | ---- |
| 2002 | Peugeot Total e Bozian Racing | Peugeot 206 WRC | 7 | 16 | 1 | 1 | 10 | Rit | Rit | 6 |  |  | 1 | 7 |  | 11 |  |  | 31    | 6º   |

| 2003 | Scuderia                               | Vettura         |     |  |   |  |  |   |     |    |  |  |   |   |   |     |  |  | Punti | Pos. |
| ---- | -------------------------------------- | --------------- | --- |  | - |  |  | - | --- | -- |  |  | - | - | - | --- |  |  | ----- | ---- |
| 2003 | Marlboro Peugeot Total e Bozian Racing | Peugeot 206 WRC | Rit |  | 5 |  |  | 7 | Rit | 10 |  |  | 2 | 6 | 1 | Rit |  |  | 27    | 10º  |

| 2004 | Scuderia          | Vettura                  |   |     |   |     |     |    |     |   |    |     |  |  |  |  |    |  | Punti | Pos. |
| ---- | ----------------- | ------------------------ | - | --- | - | --- | --- | -- | --- | - | -- | --- |  |  |  |  | -- |  | ----- | ---- |
| 2004 | Mitsubishi Motors | Mitsubishi Lancer WRC 04 | 6 | Rit | 8 | Rit | Rit | 10 | Rit | 7 | 11 | Rit |  |  |  |  | 12 |  | 6     | 13º  |

| 2005 | Scuderia          | Vettura                  |   |  |   |  |  |    |  |  |  |  |  |  |    |     |  |  | Punti | Pos. |
| ---- | ----------------- | ------------------------ | - |  | - |  |  | -- |  |  |  |  |  |  | -- | --- |  |  | ----- | ---- |
| 2005 | Mitsubishi Motors | Mitsubishi Lancer WRC 05 | 3 |  | 8 |  |  | 11 |  |  |  |  |  |  | 11 | Rit |  |  | 7     | 15º  |

| 2006 | Scuderia       | Vettura         |    |  |  |    |  |  |  |  |  |  |  |  |  |  |  |  | Punti | Pos. |
| ---- | -------------- | --------------- | -- |  |  | -- |  |  |  |  |  |  |  |  |  |  |  |  | ----- | ---- |
| 2006 | Red Bull Škoda | Škoda Fabia WRC | 10 |  |  | 10 |  |  |  |  |  |  |  |  |  |  |  |  | 0     |      |

| Legenda | 1º posto | 2º posto | 3º posto | A punti | Senza punti | Ritirato | Squalificato | NP=Non partito C=Gara cancellata | Apice=Power stage |

### Group N Cup
| 1998 | Scuderia | Vettura                              |  |  |  |  |  |  |  |  |  |    |  |  |     |  |  |  | Punti | Pos. |
| ---- | -------- | ------------------------------------ |  |  |  |  |  |  |  |  |  | -- |  |  | --- |  |  |  | ----- | ---- |
| 1998 |          | Peugeot 106 S16 e Subaru Impreza WRX |  |  |  |  |  |  |  |  |  | 10 |  |  | Rit |  |  |  | 0     |      |

| Legenda | 1º posto | 2º posto | 3º posto | A punti | Senza punti | Ritirato | Squalificato | NP=Non partito C=Gara cancellata | Apice=Power stage |